# Lappion
Lappion és un municipi francès situat al departament de l'Aisne i a la regió dels Alts de França. L'any 2007 tenia 289 habitants.

## Demografia

### Població
El 2007 la població de fet de Lappion era de 289 persones. Hi havia 112 famílies de les quals 28 eren unipersonals (20 homes vivint sols i 8 dones vivint soles), 44 parelles sense fills, 24 parelles amb fills i 16 famílies monoparentals amb fills.
La població ha evolucionat segons el següent gràfic:
Habitants censats

### Habitatges
El 2007 hi havia 137 habitatges, 118 eren l'habitatge principal de la família, 13 eren segones residències i 6 estaven desocupats. 135 eren cases i 1 era un apartament. Dels 118 habitatges principals, 93 estaven ocupats pels seus propietaris i 25 estaven llogats i ocupats pels llogaters; 5 tenien una cambra, 6 en tenien dues, 23 en tenien tres, 26 en tenien quatre i 57 en tenien cinc o més. 76 habitatges disposaven pel capbaix d'una plaça de pàrquing. A 53 habitatges hi havia un automòbil i a 44 n'hi havia dos o més.

### Piràmide de població
La piràmide de població per edats i sexe el 2009 era:
| Homes | Edats   | Dones |
| ----- | ------- | ----- |
| 0     | 95 o +  | 4     |
| 0     | 90 a 94 | 0     |
| 4     | 85 a 89 | 0     |
| 0     | 80 a 84 | 4     |
| 16    | 75 a 79 | 4     |
| 4     | 70 a 74 | 8     |
| 0     | 65 a 69 | 8     |
| 4     | 60 a 64 | 8     |
| 0     | 55 a 59 | 4     |
| 4     | 50 a 54 | 0     |
| 20    | 45 a 49 | 4     |
| 16    | 40 a 44 | 16    |
| 16    | 35 a 39 | 16    |
| 4     | 30 a 34 | 12    |
| 16    | 25 a 29 | 8     |
| 12    | 20 a 24 | 4     |
| 20    | 15 a 19 | 20    |
| 4     | 10 a 14 | 8     |
| 12    | 5 a 9   | 12    |
| 24    | 0 a 4   | 8     |

## Economia
El 2007 la població en edat de treballar era de 185 persones, 142 eren actives i 43 eren inactives. De les 142 persones actives 121 estaven ocupades (73 homes i 48 dones) i 21 estaven aturades (10 homes i 11 dones). De les 43 persones inactives 12 estaven jubilades, 14 estaven estudiant i 17 estaven classificades com a «altres inactius».

### Ingressos
El 2009 a Lappion hi havia 119 unitats fiscals que integraven 303 persones, la mediana anual d'ingressos fiscals per persona era de 14.940 €.

### Activitats econòmiques
Dels 10 establiments que hi havia el 2007, 2 eren d'empreses alimentàries, 1 d'una empresa de construcció, 1 d'una empresa de comerç i reparació d'automòbils, 1 d'una empresa d'hostatgeria i restauració, 2 d'empreses immobiliàries, 2 d'empreses de serveis i 1 d'una entitat de l'administració pública.
L'únic servei als particulars que hi havia el 2009 era una lampisteria.
Dels 2 establiments comercials que hi havia el 2009, 1 era una botiga de menys de 120 m² i 1 una botiga de roba.
L'any 2000 a Lappion hi havia 9 explotacions agrícoles.

## Equipaments sanitaris i escolars
El 2009 hi havia una escola elemental integrada dins d'un grup escolar amb les comunes properes formant una escola dispersa.

## Poblacions més properes
El següent diagrama mostra les poblacions més properes.